# Ibiza (metrostation)
Ibiza is een metrostation in het stadsdeel Retiro van de Spaanse hoofdstad Madrid. Het station werd geopend op 24 februari 1986 en wordt bediend door lijn 9 van de metro van Madrid.